# Stilifer variabilis
Stilifer variabilis is een slakkensoort uit de familie van de Eulimidae. De wetenschappelijke naam van de soort is voor het eerst geldig gepubliceerd in 1893 door O. Boettger.